# Egy modern család
Az Egy modern család (eredeti címe: En moderne familie) Helga Flatland norvég írónő 2017-ben Oslóban megjelent regénye. Ugyanabban az évben elnyerte a Norvég Könyvkereskedők Szövetségének díját. 
Magyarul Medgyesi Ágota fordításában a Prae Kiadónál jelent meg 2021-ben. 

## Szereplők
Torill és Sverre: 70 éves házaspár, a szülők
- Torill, az anya kiadói szerkesztő volt, már nyugdíjas
- Sverre, az apa matematikus, kisebb informatikai cége van, nyugdíjas tanácsadóként még dolgozik benne
- Liv, az idősebb nővér, újságíró, a történet kezdetén 40 éves
  - Olaf, a férje; több mint tíz éve házasok
  - Agnar, kamasz fiuk
  - Hedda, a kislányuk
- Ellen, a fiatalabb nővér (két évvel), nyelvész és szövegíró-tanácsadó; küzdelmet folytat a teherbeesésért
  - Simen, az élettársa, ameddig van remény, hogy lehet gyerekük
- Håkon, a két nővér öccse, Livnél tíz évvel fiatalabb, humán szakos egyetemet végzett
  - Anna, Håkon „barátja”, csak az utolsó fejezetben lép a történetbe
  - Karsten, Håkon évfolyamtársa az egyetemen.

## Cselekménye
Egy norvég értelmiségi család 2016 tavaszán Olaszországba érkezik, hogy ott ünnepeljék meg az apa 70. születésnapját. Az első köszöntö után az ünneplés megszakad, mert az anya és az apa röviden közli három felnőtt gyerekével, hogy elválnak. A kapcsolatuk kiüresedett, és „nem látnak már közös jövőt.” 
A történet középpontjában nem a két idős szülő, hanem a három testvér áll, az ő egyes szám első személyű elbeszélésükből áll a könyv. Semleges, „külső” narrátor nincs is. Az 1. és a 3. fejezetben Liv, az idősebbik nővér; a 2. és a 4. fejezetben a húga, Ellen; az utolsóban öccsük, a már szintén felnőtt Håkon elbeszélését olvassuk a történtekről, önmagukról, kapcsolataikról és arról, ki hogyan éli meg az új helyzetet.
Livet mélyen felkavarta a szülők bejelentése, hiszen az ő mintájukra szervezte meg és éli a maga szűkebb családja életét. És kételyei támadnak, hogy miért csak őt, testvéreit pedig miért nem háborítja fel olyan mélyen az új helyzet. A gyerekek idegesítik, a nyaralásuk nyomasztóan sikerül, végül egy közös őszi sörözésen kikel testvérei ellen, amiért mindig neki kell vállalnia a felelősséget, rájuk zúdítja keserűségét. Pár héttel később újabb találkozót szervez, de az igazi megbeszélés, a szembesülés a problémával elmarad. Olaf, a férje nehezen viseli a túlzott reakciókat, és mintha másik nőnél keresne vigasztalást.
Ellent is megdöbbentette az előállt helyzet, de folyamatosan önmagával, a teherbeesés kísérleteivel és élettársi kapcsolatával van elfoglalva. Nem érti, miért veszi ennyire tragikusan a történteket a nővére, miért mondja, hogy minden hazugság volt. „Nem volt hazugság, próbáltam magyarázni neki, ha el is válnak, igazi volt, mondtam”. Bár ő is úgy érzi, „hogy a hazugság vékony fátyla beborítja a családdal kapcsolatos emlékeket…” (151. o.), nem tud igazán erre figyelni. Kedvese, Simen egy ideig még társa a próbálkozásokban, hogy gyerekük legyen, de a sikertelenség felemészti kapcsolatukat. Ellen depresszióba esik, Håkon talál rá, és az anya gondozza, amíg fel nem épül.
A cselekmény keretét az apa két születésnapja adja: a 70-diken Olaszországban jelentették be a szülők a válást. A 72-diket Oslóban tartják, de már nem a régi szülői házban, azt addigra eladták; és nincs jelen az anya, mert épp „szinglitúrán” vesz részt a turistaegylettel. Ott van viszont Håkonnal „barátja”, Anna. Az 5. fejezetben Håkon tekint vissza a két évre és korábbi önmagára, amikor még lázadó „extrém volt”.
Håkont látszólag hidegen hagyta a szülők döntése, sőt mintha igazolná is korábbi elveit: szabadon és természetesen kell élni, nincs szükség a házasság kötelékére, a monogámia helyett ő a „nyílt kapcsolat” híve. Csakhogy a szakítás után elúszott a szülői ház is, az otthona, amit annyira szeretett; nővérei pedig („a tesók”) a maguk önálló életét élik. Most már „a kötődés és a biztonság érzéséről” beszél. Egyre jobban vonzódik Annához, szinte már az egész életét vele szeretné leélni, még ha ez szembenáll is korábbi nézeteivel. Anna azonban kitart korábbi nézeteik és megállapodásuk mellett, hogy a kapcsolatuk „nem komoly”. Nincs happy end, sem tragikus vég, nincs befejezés. A csalódott Håkon telefonálni fog Livnek, – folyik tovább a család élete.

## Vélemények a könyvről
Molnár T. Eszter, a magyar kötet szerkesztője: „Az Egy modern család rendkívül merész könyv, ami olyan kérdéseket is érint, mint például, érdemes-e párkapcsolatban élni, megtehetik-e egyáltalán a szülők, hogy döntsenek a saját életükről, miután felnevelték a gyerekeket, vagy a felelősségvállalás miatt megéri-e tartósan benne maradni egy már nem igazán jó kapcsolatban. Az egyik erénye a regénynek, hogy válaszokat nem ad a kérdésekre.”
„Végre egy olyan mű ebből a gyönyörű és nyugodt országból, amely nem idegnyúzó thriller, de még csak nem is krimi. – írja Petrőczi Éva. – (A regény) familiáris önismereti leckének és jó mulatságnak egyaránt alkalmas.”